# Luis Capurro Soto
Luis Felipe Capurro Soto (Santiago, 1914 - Santiago, 2013), fue un Profesor de Biología chileno, director del Museo Nacional de Historia Natural entre los años 1990 y 1995. Trabajó en el Centro de Perfeccionamiento del Ministerio de Educación de Chile, siendo uno de los responsables de reformar el programa de enseñanza de la Biología. Previamente se desempeñó en el Centro de Investigaciones Zoológicas de la Universidad de Chile, época en la que publicó diversos trabajos sobre relaciones evolutivas de los anfibios.